# Aiqyn Qongyrow

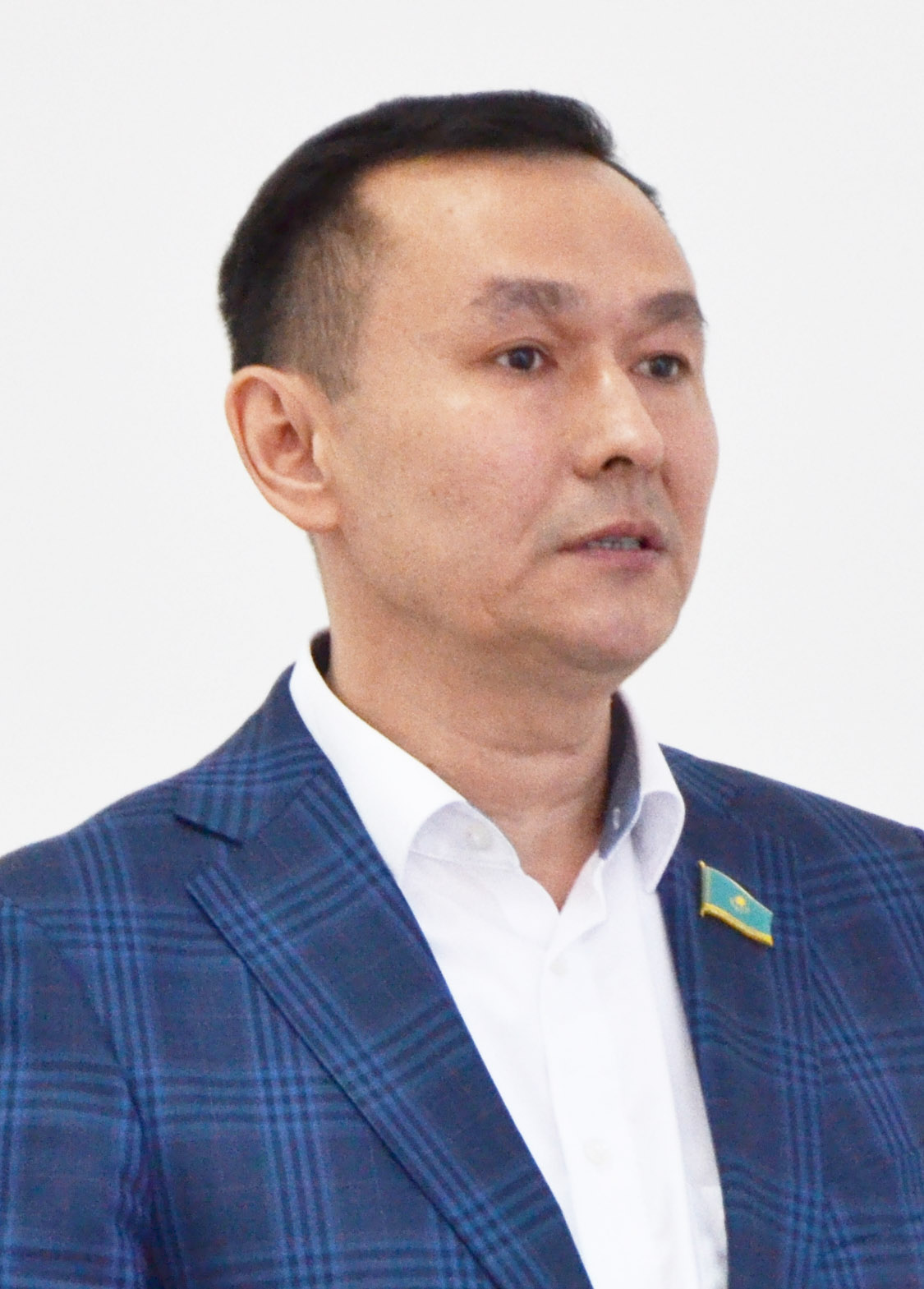
Aiqyn Qongyrow (2019)

Aiqyn Oiratuly Qongyrow (kasachisch Айқын Ойратұлы Қоңыров Aiqyn Oiratūly Qoñyrov, russisch Айкын Ойратович Конуров Aikyn Oiratowitsch Konurow; * 28. November 1972 in Kuibyschew, Kasachische SSR) ist ein kasachischer Politiker (QHP). Seit November 2020 ist er Vorsitzender der Partei.

## Leben
Aiqyn Qongyrow wurde 1972 in Kuibyschew (heute Nowoischim) in der Oblast Koktschetaw geboren. Nach seinem Schulabschluss arbeitete er zunächst als Schlosser für die landwirtschaftliche Abteilung der Verwaltung des Rajon Kuibyschew. 1997 schloss er ein Studium an der Staatlichen Universität Kökschetau ab, um zukünftig als Russischlehrer zu arbeiten. 2005 erwarb er einen Abschluss an einer juristischen Akademie in Qaraghandy.
Seit 2004 ist Qongyrow politisch aktiv. So war er zweiter Sekretär der Stadtkomitees der Kommunistischen Volkspartei Kasachstans (KVK) und Stabschef des Zentralkomitees der Partei. Bei den Parlamentswahlen 2004 und 2007 kandidierte er für die KVK für einen Sitz im kasachischen Parlament. Beide Male verfehlte die Partei die geltende Sieben-Prozent-Hürde deutlich. Zwischen 2008 und 2020 war er Mitglied des Büros der Kommunistischen Volkspartei Kasachstans. Bei der Parlamentswahl 2012 wurde er als Abgeordneter in die Mäschilis, das Parlament, gewählt. Hier war er Mitglied des Ausschusses für Agrarfragen und wurde auch bei der Wahl 2016 wiedergewählt. Im Mai 2013 wurde er Sekretär des Zentralkomitees der Partei.
Am 17. September 2018 folgte er auf Wladislaw Kossarew als Fraktionsvorsitzender seiner Partei im Parlament. Auf einem Parteikongress am 11. November 2020 wurde Qongyrow auch zum Parteivorsitzenden gewählt. Außerdem benannte sich die Partei in Volkspartei Kasachstans um.

## Persönliches
Qongyrow ist verheiratet und hat zwei Kinder.